# Jab (Boxen)

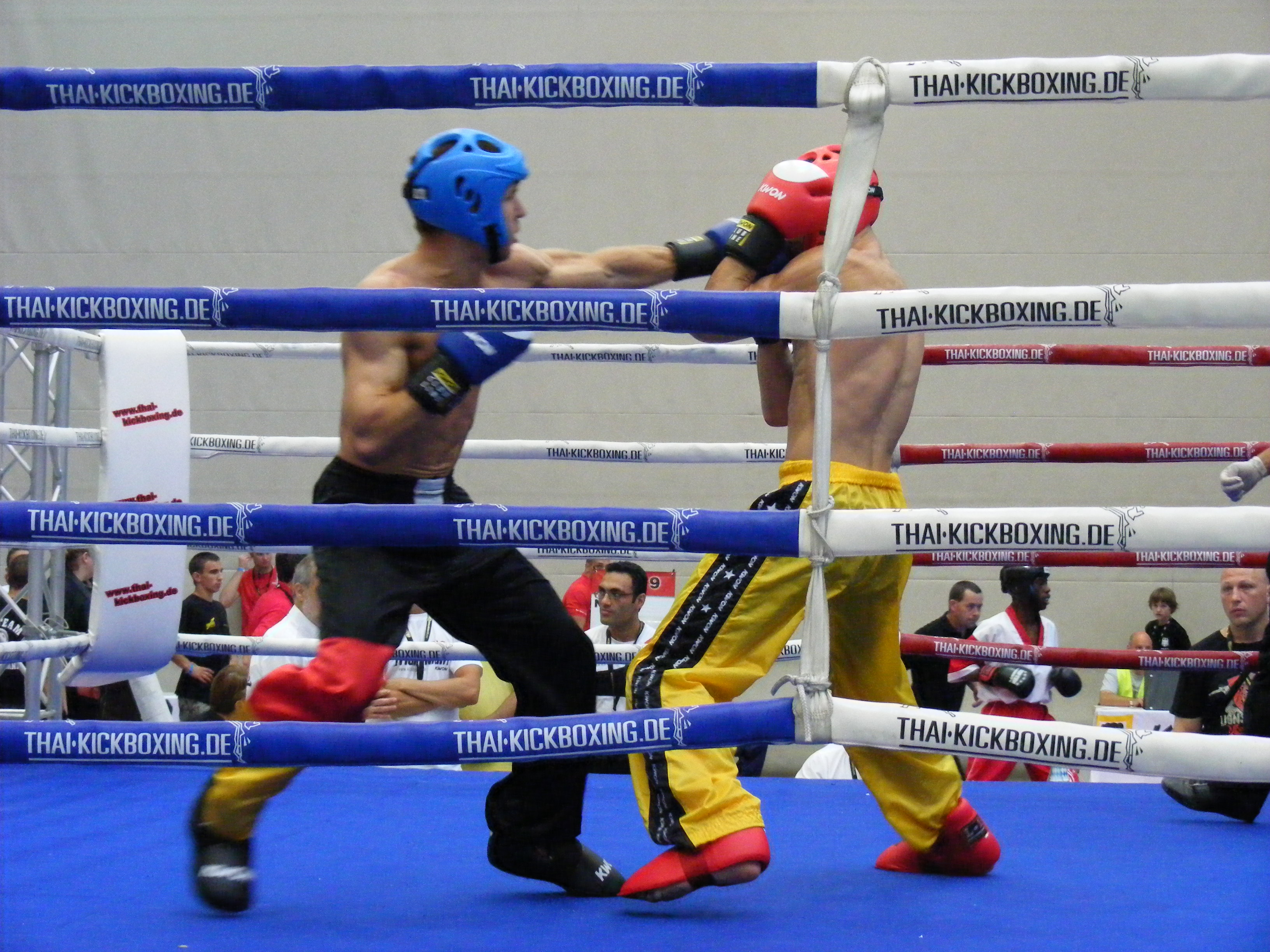
Jab, der Schlag mit der Führhand

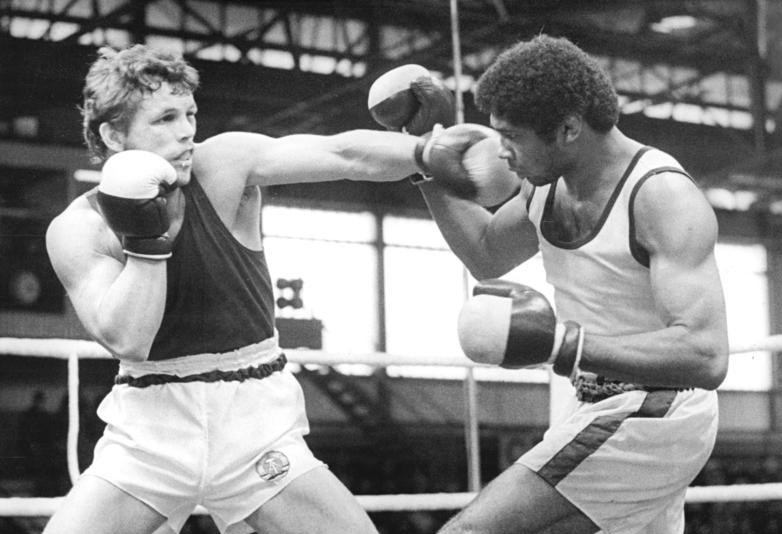
Der linke Boxer (Detlef Kästner) schlägt einen Jab in Richtung der Kopfgegend des Gegners (Armando Martínez). Mit der linken Schulter bzw. der rechten Schlaghand schützt er dabei sein eigenes Kinn.

Ein Jab [ˈdʒæb] beim Boxen ist eine abrupt geschlagene Gerade mit der Führhand. Als Führhand wird die meist etwas schwächere Hand bezeichnet, die nicht als Schlaghand eingesetzt wird, also bei Rechtshändern üblicherweise die Linke und umgekehrt.
Der Jab ist eine Ergänzung zu den sogenannten Power Punches, dem Uppercut (Aufwärtshaken), dem Cross, der Geraden mit der Schlaghand und dem Seitwärtshaken.

## Zweck und Ausführung
Der Jab ist ein schneller, aber nicht besonders harter Schlag. Der Schlag hat meist den Kopf des Gegners zum Ziel, seltener den Bauch. Seine Kraft kommt vor allem aus dem Trizeps und Brustmuskel und wird anders als bei den Power Punches nicht durch einen Impuls aus Oberkörperdrehung und Beinarbeit verstärkt. Nur selten geht ein Boxer nach einem einzelnen Jab zu Boden. Man spricht dann meist von einem Glaskinn, also mangelnden Nehmerqualitäten im Kopfbereich.
Ein Boxer nutzt den Jab hauptsächlich, um die „Luftlinie“ zum Gegner zu beherrschen. Der Jab stört den Gegner, veranlasst ihn, seine Deckung oben zu halten, und hält ihn auf Distanz, so dass er keine Gelegenheit erhält, Vorteile im Kampf in unmittelbarer Körpernähe (Nahkampf oder Clinch) oder in einer Distanz zu erringen, die kleiner ist als die Reichweite der eigenen Führhand. Ein Boxer, der permanent den Jab einsetzt („Jabber“), kann seine Gegner damit zermürben.
Bedeutsam ist der Schlag auch zur Vorbereitung eines weiteren (harten) Schlages. So halten besonders Boxer mit großer Reichweite ihre Gegner damit auf Abstand und bearbeiten deren Deckung, um dann unvermittelt einen oder mehrere Powerpunches zu setzen.
Die Compubox, ein rechnergestütztes Zählsystem für die einzelnen Schläge, unterscheidet zwischen Jabs und Power Punches.

## Jab vs. Gerade
Als Unterschied zwischen Jab und Gerade gilt, dass vor einem Jab die Führhand deutlich unterhalb des eigenen Kinns gehalten und erst während des Schlages mit einem gleichzeitigen Vorwärtsschritt (Step) nach oben gezogen wird.
Die Gerade dagegen startet vom Kinn aus und kann auch ohne Vorwärtsbewegung ausgeführt werden. Die Faust bewegt sich dabei – wie der Name sagt – auf einer Geraden, wie durch ein Rohr.

## Berühmte Anwender
Einige der besten Jabber in der Boxgeschichte waren Joe Louis, Sonny Liston, Larry Holmes, Muhammad Ali, Hector Camacho Sr. und Sugar Ray Leonard. Holmes’ Jab wurde oft als „der beste unter den Schwergewichten“ bezeichnet, während Muhammad Alis Jab für seine Geschwindigkeit bekannt war. Auch Henry Maske und Dariusz Michalczewski hatten gute Jabs.
In der heutigen Zeit gilt der Jab von Wladimir Klitschko als besonders wirkungsvoll. Die häufigen Jabs haben ihm auch in den Kämpfen gegen Lamon Brewster am 7. Juli 2007 und über Hasim Rahman am 13. Dezember 2008 zum Sieg verholfen.